# Théâtre de Laval
Ne doit pas être confondu avec Maison des arts de Laval.
Le théâtre de Laval est l'un des principaux lieux de représentation de la ville de Laval, en Mayenne. Il a ouvert en 1830 puis il a connu une histoire mouvementée puisqu'il fut notamment transformé en cinéma en 1958 puis détruit avant de redevenir un théâtre en 2007. Ainsi, seule la façade principale et la crypte sont d'origine. Il se trouve rue de la Paix, l'un des grands axes du centre-ville de Laval.
Il propose surtout des pièces de théâtre, mais aussi des concerts de musique classique et actuelle et de la danse. Le théâtre est aussi la première scène conventionnée pour le jeune public et les arts de la marionnette en France.

## Histoire

### Le premier théâtre
Avant 1830, Laval ne possède pas de véritable salle de spectacle. Au XVe siècle, les mystères, pièces religieuses alors en vogue, sont joués en plein air à Bootz. Au XVIIIe siècle, alors que les représentations théâtrales se diversifient et se multiplient, il devient nécessaire de disposer d'un lieu adéquat. Plutôt que de construire un vrai théâtre, les autorités locales choisissent comme dans de nombreuses autres villes en France d'autoriser les représentations dans la salle du jeu de paume, suffisamment vaste pour accueillir la scène et le public. À Laval, la salle du jeu de paume est alors située rue du Bourg-Chevreau (aujourd'hui divisée entre la rue du Jeu-de-Paume et la rue des Béliers). En 1785, le sieur Roche, qui exploite le jeu de paume, reçoit ainsi l'autorisation d'y organiser des représentations de comédies, tragédies, opéras comiques et ballets.
L'idée de construire un vrai théâtre à Laval naît en 1818, lorsque le préfet Coster demande des plans à l'architecte parisien Voinier. La salle du jeu de paume vient en effet d'être vendue et la ville n'a plus de lieu pouvant accueillir les spectacles. Le projet est cependant ajourné, puis finalement repris en 1827 par Pierre-Aimé Renous, architecte de la municipalité qui reprend les plans de Voinier. L'édifice est achevé en 1830 : c'est un théâtre à l'italienne avec une salle circulaire richement décorée avec des reliefs en bois de cariatides. Le théâtre s'insert dans un projet urbanistique plus vaste, celui de la « grande traverse », qui vise à constituer à Laval un nouveau centre-ville moderne à l'écart de la ville médiévale jugée étroite et peu praticable. Il est construit sur la rue de la Paix, nouvel axe central de la ville, qui se prolonge par un nouveau pont sur la Mayenne puis par une nouvelle place bordée par l'hôtel de ville, et par la nouvelle rue de Joinville (aujourd'hui rue du Général-de-Gaulle,.
Le théâtre est rénové à plusieurs reprises, d'abord en 1857, puis en 1889 sous la direction de l'architecte municipal Léopold Ridel, puis à nouveau au début du XXe siècle avec le concours du mosaïste Isidore Odorico. D'autres travaux sont entrepris au cours des années 1920 et 1930, comme l'installation de toilettes, la reconstruction du plafond de la salle, la création d'un nouvel escalier de secours et le remplacement du lustre originel par une installation électrique.

### Revue
Laval-Artiste était la revue théâtrale, artistique et littéraire imprimée au début du XXe siècle. Il s'agissait d'un périodique paraissant de manière irrégulière pendant la saison théâtrale de Laval d'avril 1898 à mai 1914.

### Le cinéma
Le théâtre est vendu par la ville à Robert Bourzeix. L'ensemble est en mauvais état et ce dernier décide de le fermer en 1957 pour en faire un cinéma. La grande salle est détruite et remplacée par un auditorium moderne de 730 places et diverses améliorations sont entreprises. Le cinéma ouvre ses portes en 1958 et deux petites salles sont construites en 1981 et 1982. L'ouverture du multiplexe Cinéville en 2002 entraîne finalement la fermeture définitive du cinéma. 

### Le nouveau théâtre
En 2002, la ville de Laval ne possède plus qu'un seul équipement de grande taille pour accueillir des spectacles, la salle polyvalente. Celle-ci n'est pas suffisante et ne convient pas à toutes les manifestations culturelles, donc la municipalité décide de rouvrir le théâtre. Celui-ci est confié à l'architecte Jean-Pierre Logerais, qui ne conserve que la façade emblématique avec ses arcades en plein cintre. Les travaux commencent en mars 2005 et sont suivis par l'agence d'architecture mayennaise Meyer-Coustou & associés. Le nouveau théâtre est inauguré le 11 septembre 2007 par Barbara Hendricks.

## Capacité
Le théâtre possède une grande salle d’une capacité de 583 places, dont 16 places pour les personnes handicapées. Cette salle rappelle par ailleurs l'ancien théâtre par ses sièges rouges et ses deux niveaux de balcons. La scène fait 360 m2 et elle est dominée par un plateau technique de seize mètres de haut. La fosse d'orchestre peut accueillir 60 musiciens.
L'édifice compte aussi une salle d'expositions et de concerts de 120 places, une salle de répétition de 140 m2, dix loges pour les artistes et un espace bar-restauration installé dans les anciennes caves voûtées.